# Dianthidium subrufulum
Dianthidium subrufulum är en biart som beskrevs av Timberlake 1943. Dianthidium subrufulum ingår i släktet Dianthidium och familjen buksamlarbin. Inga underarter finns listade i Catalogue of Life.